# Edgware (London Underground)

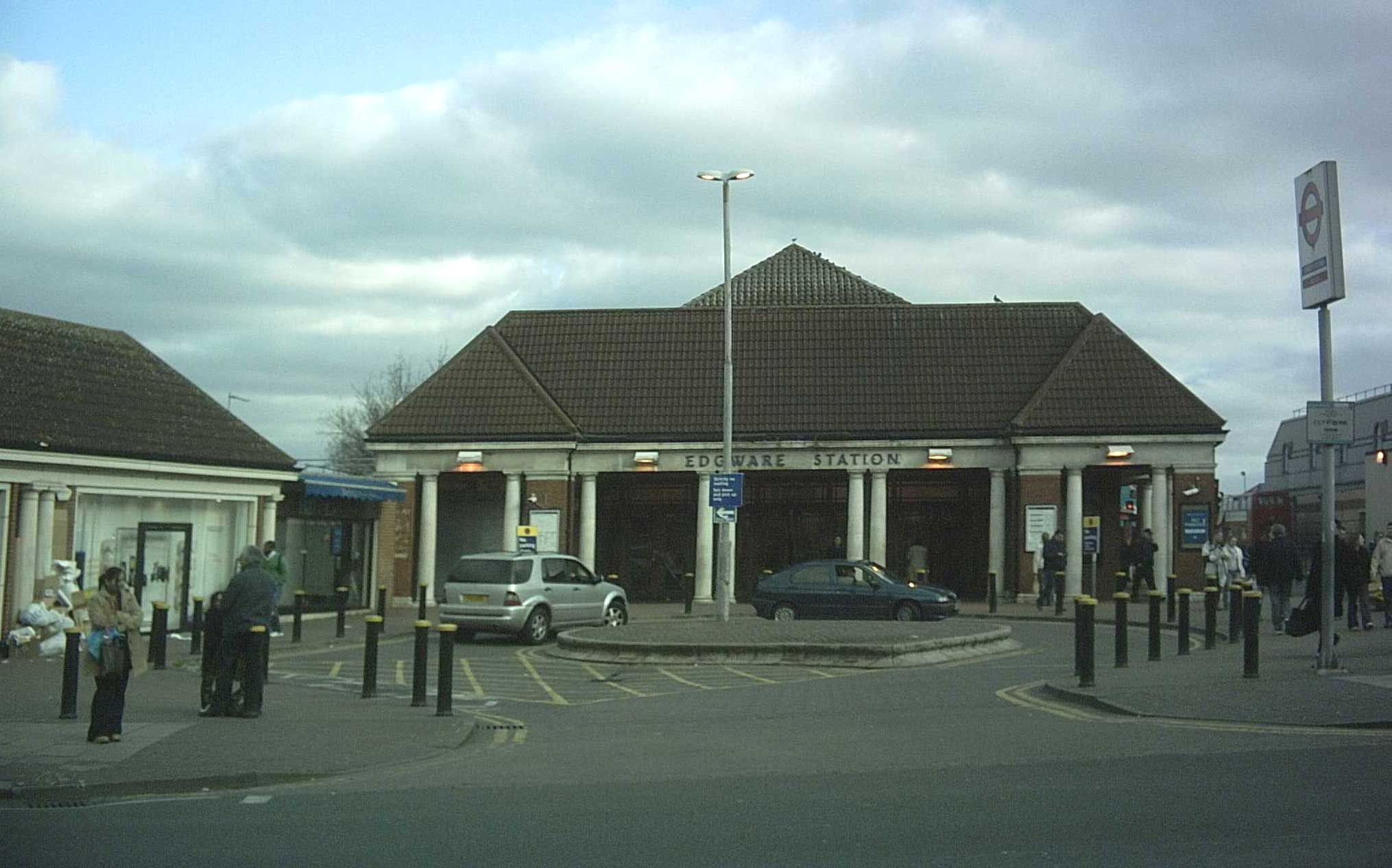
Stationsgebäude

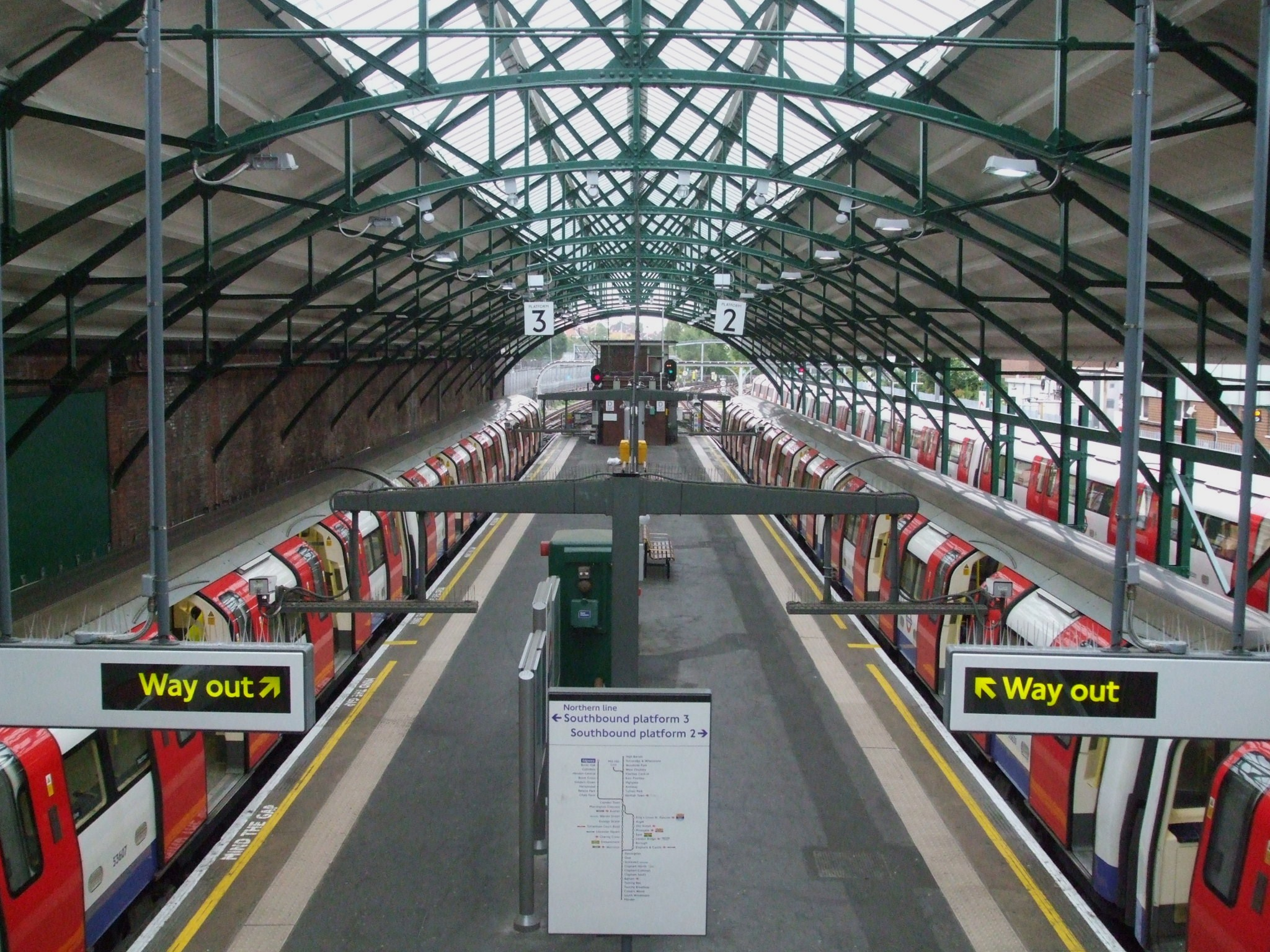
Im Innern der Station

Edgware ist eine oberirdische Station der London Underground im Stadtbezirk London Borough of Barnet. Sie liegt in der Travelcard-Tarifzone 5 an der Station Road. Im Jahr 2013 nutzten 4,09 Millionen Fahrgäste die Station, die von der Northern Line bedient wird und eine der drei nördlichen Endstationen dieser Linie ist. Unmittelbar neben der Station befindet sich ein Busbahnhof mit angeschlossenem Busdepot.

## Geschichte
Die Eröffnung der Station erfolgte am 18. August 1924. Obwohl etwa 200 Meter weiter südlich bereits seit 1867 ein Bahnhof der London and North Eastern Railway (LNER) stand, hatte Edgware im Jahr 1924 noch immer einen dörflichen Charakter. Die neue U-Bahn-Station entstand am nördlichen Dorfrand auf offenem Feld. Wie beabsichtigt, kurbelte die neue Verkehrsverbindung die Bautätigkeit an. Bis Ende des Jahrzehnts war aus Edgware ein lückenlos überbauter Vorort Londons geworden. Architekt des Stationsgebäudes war Stanley Heaps.
1935 präsentierte das London Passenger Transport Board das New Works Programme. Dabei sollten verschiedene LNER-Eisenbahnlinien im Norden Londons (die sog. Northern Heights-Linien) von London Underground übernommen und mit dem U-Bahn-Netz verknüpft werden. Dazu gehörte auch die Zweigstrecke zwischen Finchley Central und Edgware. Darüber hinaus sollte die bestehende U-Bahn-Linie um weitere fünf Kilometer in Richtung Norden zu einer neuen Betriebswerkstatt beim Dorf Aldenham in Hertfordshire verlängert werden. Geplant waren drei neue Stationen: Brockley Hill, Elstree South und Bushey Heath.
Die Übernahme der LNER-Zweigstrecke nach Edgware erforderte die Schließung des Bahnhofs und eine Verlegung der eingleisigen Bahntrasse auf kurzer Länge. Diese Verbindung hätte es theoretisch ermöglicht, von Edgware aus die Innenstadt auf drei verschiedenen Routen zu erreichen:
- die bestehende U-Bahn-Linie in Richtung Golders Green und Camden Town
- die ehemalige LNER-Linie nach Highgate und anschließend die U-Bahn-Linie über Archway
- die ehemalige LNER-Linie nach Highgate und Finsbury Park und anschließend die Northern City Line nach Moorgate

Die Ausbauarbeiten an den bestehenden LNER-Linien und die Arbeiten an der Verlängerung der Northern Line nach Bushey Heath begannen Ende der 1930er Jahre. So begann man mit dem Bau zusätzlicher Bahnsteige in Edgware, schloss 1939 den LNER-Bahnhof und legte den Personenverkehr auf der LNER-Zweigstrecke still. Sämtliche Arbeiten wurden jedoch nach dem Ausbruch des Zweiten Weltkriegs eingestellt.
Nach dem Krieg schuf die Regierung rund um London einen 5 bis 10 Kilometer breiten Grüngürtel, um die unkontrollierte Zersiedelung einzuschränken. In dieser Zone lagen auch jene drei Stationen, die nördlich von Edgware hätten entstehen sollen. Weil nun keine weitere Wohnbautätigkeit mehr zu erwarten war, bestand keine Notwendigkeit für die Verlängerung. Der LNER-Bahnhof wurde nie für den Personenverkehr wiedereröffnet, jedoch nutzte man die Strecke bis 1964 für den Güterverkehr. Die Ausbauarbeiten auf der Eisenbahnlinie nach Finchley wurden nur zwischen den Stationen Mill Hill East und Finchley Central vollendet.